# Симфонія № 5 (Моцарт)
Симфонія № 5, сі-бемоль мажор, KV 22 Вольфганга Амадея Моцарта була написана навесні 1767 року.

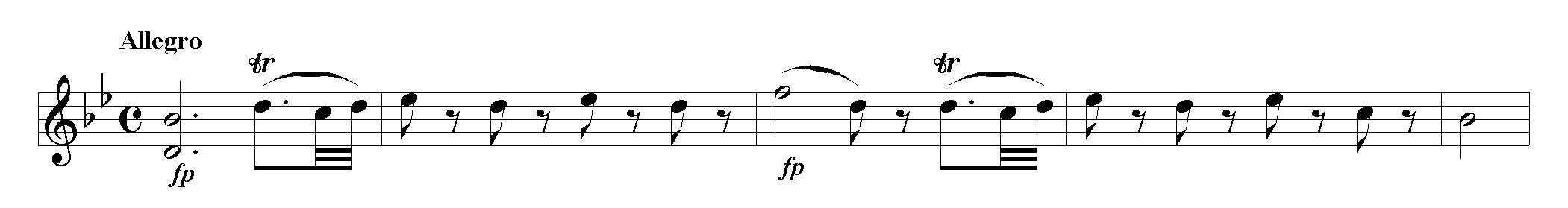
Симфонія № 5 (Моцарт), початок

Структура:
1. Allegro, 4/4
2. Andante, 2/4
3. Allegro molto, 3/8

## Ноти і література
Вікісховище має мультимедійні дані за темою: Симфонія № 5 (Моцарт)
- Ноти [Архівовано 19 серпня 2012 у Wayback Machine.] на IMSLP
- Dearling, Robert: The Music of Wolfgang Amadeus Mozart: The Symphonies Associated University Presses Ltd, London 1982 ISBN 0-8386-2335-2
- Kenyon, Nicholas: The Pegasus Pocket Guide to Mozart Pegasus Books, New York 2006 ISBN 1-933648-23-6
- Zaslaw, Neal: Mozart's Symphonies: Context, Performance Practice, Reception OUP, Oxford 1991 ISBN 0-19-816286-3